# Zone économique du Triangle de l'Ouest
 (février 2015).
Si vous disposez d'ouvrages ou d'articles de référence ou si vous connaissez des sites web de qualité traitant du thème abordé ici, merci de compléter l'article en donnant les références utiles à sa vérifiabilité et en les liant à la section « Notes et références ».

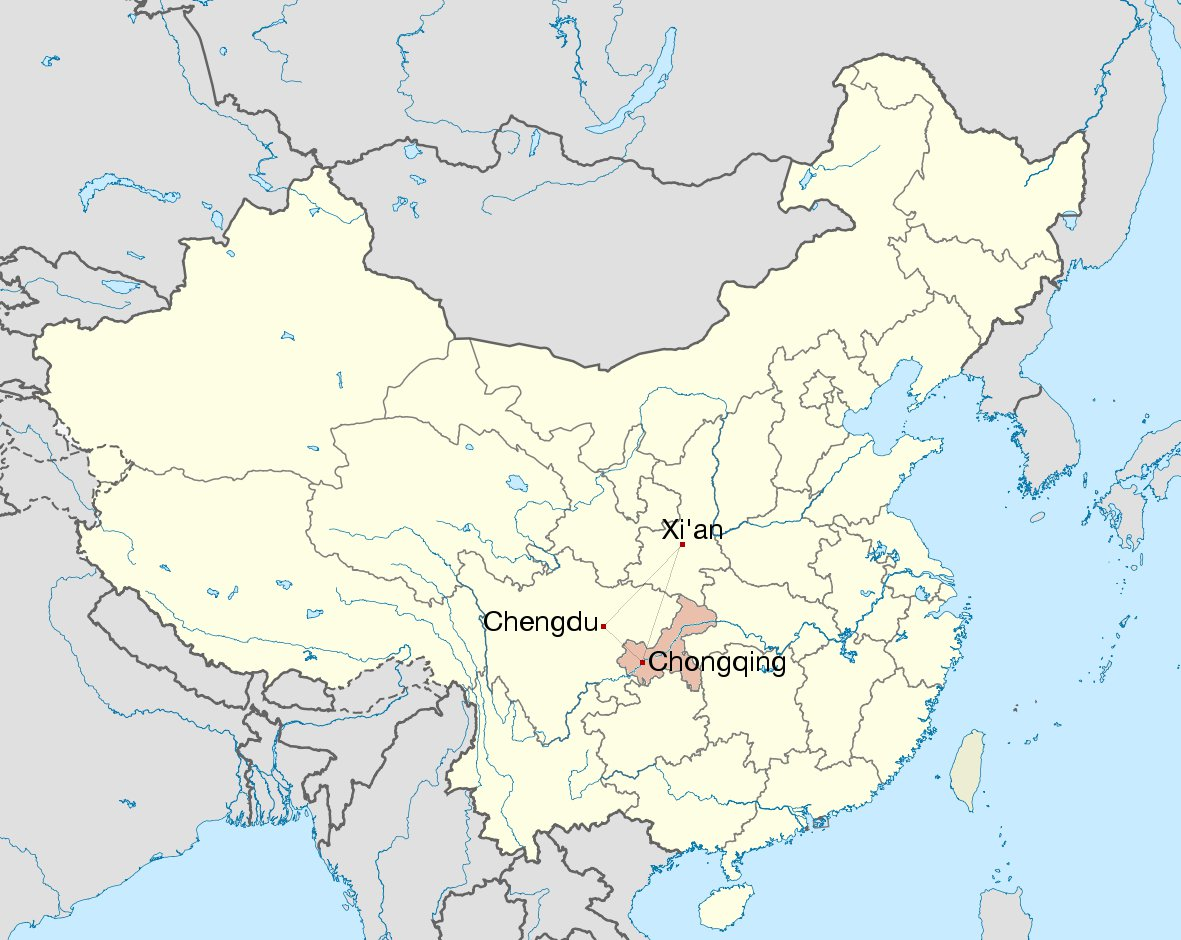
Carte montrant la zone du triangle de l'Ouest en Chine

La zone économique du Triangle de l'Ouest (chinois : 西三角经济圈 ; pinyin : xī sānjiǎo jīngjì juàn) est une zone économique crée dans le cadre du Programme de développement de l'Ouest de la république populaire de Chine, visant à développer l'économie dans la zone situé entre lest villes sous-provinciales de Chengdu (province du Sichuan, Xi'an (province du ) et la municipalité de Chongqing.